# The Incredible Hulk (serial animowany 1982)
The Incredible Hulk – amerykański superbohaterski serial animowany z 1982 roku na podstawie serii komiksów o superbohaterze o tym samym pseudonimie wydawnictwa Marvel Comics. W oryginalnej wersji językowej głównym postaciom głosów użyczyli: Michael Bell, Bob Holt, Robert Ridgely, B.J. Ward, Michael Horton i Pat Fraley oraz Stan Lee jako narrator.
The Incredible Hulk zadebiutował 18 września 1982 roku w Stanach Zjednoczonych na antenie NBC. Serial został zakończony po pierwszej serii. 8 października 1983 roku wyemitowano ostatni, trzynasty odcinek serialu.
W 2001 roku, po przejęciu przez The Walt Disney Company Fox Kids Worldwide, w tym Marvel Productions, prawa do serialu przeszły na Disneya.

## Obsada

### Główne role
- Michael Bell jako Bruce Banner[4]  oraz Doctor Octopus[5]
- Bob Holt jako Hulk oraz Puppet Master[5]
- B.J. Ward jako Betty Ross[4] [5]
- Robert Ridgely jako Thunderbolt Ross[4] [5]
- Michael Horton jako Rick Jones[4] [5]
- Pat Fraley jako Ned Talbot[4] [5]
- Stan Lee jako narrator[4] [5]

### Role gościnne
- Susan Blu jako Rita[5]
- Roberto Cruzas jako Rio[5]
- Stan Jones jako The Leader[5]
- Victoria Carroll jako Jennifer Walters / She-Hulk[5]

Ponadto w serialu głosów użyczyli: William Callaway i Hamilton Camp .

## Emisja i wydanie
The Incredible Hulk zadebiutował 18 września 1982 roku w Stanach Zjednoczonych na antenie NBC. Serial został zakończony po pierwszej serii. 8 października 1983 roku wyemitowano ostatni, trzynasty odcinek serialu.
Serial został wydany 7 czerwca 2010 roku na DVD w Wielkiej Brytanii przez Clear Vision.
W 2012 roku sceny z serialu zostały przemontowane i wykorzystane jako Marvel Mash-Up oraz wyemitowane w ramach bloku programowego Marvel Universe na Disney XD.

## Lista odcinków
| Nr | Tytuł                            | Premiera (NBC)       |
| -- | -------------------------------- | -------------------- |
| 1  | Tomb of the Unknown Hulk         | 18 września 1982     |
| 2  | Prisoner of the Monster          | 25 września 1982     |
| 3  | Origin of the Hulk               | 2 października 1982  |
| 4  | When Monsters Meet               | 9 października 1982  |
| 5  | The Cyclops Project              | 16 października 1982 |
| 6  | The Cyclops Project              | 23 października 1982 |
| 7  | The Creature and the Cavegirl    | 30 października 1982 |
| 8  | It Lives! It Grows! It Destroys! | 6 listopada 1982     |
| 9  | The Incredible Shrinking Hulk    | 13 listopada 1982    |
| 10 | Punks on Wheels                  | 17 września 1983     |
| 11 | Enter: She-Hulk                  | 24 września 1983     |
| 12 | The Boy Who Saw Tomorrow         | 1 października 1983  |
| 13 | The Hulk Destroys Bruce Banner   | 8 października 1983  |

## Produkcja
Na początku lat osiemdziesiątych, na fali popularności serialu fabularnego The Incredible Hulk, Marvel Comics podjęło decyzję o stworzeniu serialu animowanego o Hulku, a Marvel Productions zajęło się jego produkcją . 
Scenariusz do serialu napisali: Michael Reaves, Dennis Marks, Arthur Browne Jr., Fred Ladd, Martin Pasko, Misty Stewart-Taggart, Paul Dini i Marc Scott Zicree. Animacją zajęły się studia Dong Seo Animation i XAM! Productions. W serialu zbliżono się do komiksowego materiału źródłowego. Zmieniono jednak na Ned imię postaci Glenna Talbota oraz wprowadzono dwie nowe postaci: Rio i jego córki Rity, która była dziewczyną Ricka Jonesa. Aby serial nie został ocenzurowany dla młodszej publiczności, wiele broni przedstawionych w serialu zostało przedstawionych w futurystycznym stylu.
Muzykę do serialu skomponował Johnny Douglas.